# Nacho Castro
Ignacio Castro García, plus connu comme Nacho Castro, né le 30 juin 1971 à Avilés (Asturies, Espagne), est un footballeur espagnol qui jouait au poste de milieu de terrain avant de devenir entraîneur.

## Biographie
Nacho Castro commence sa carrière avec Avilés Industrial en deuxième division, club où il joue de mai 1989 à mai 1992. Il dispute son premier match le 211 mai 1989 contre CD Arenteiro (victoire 1-0 à l'extérieur).
Il rejoint le FC Barcelone B en 1992, qui évolue en Division 2. Il débute en équipe première le 30 mars 1993 face à l'UE Lleida lors d'un match de Coupe de Catalogne (victoire 1 à 0).
En 1995, il est recruté par le Deportivo La Corogne, pour jouer avec l'équipe réserve en Segunda División B.
En 1996, il retourne à Avilés. Il joue ensuite dans de nombreuses équipes de Segunda División B tel que Murcie, Jaén, Ávila, Zamora, Lanzarote, Fuerteventura ou encore le Logroñés CF.
Au terme de sa carrière de joueur en 2008, il devient entraîneur.
Le bilan de Nacho Castro en championnat s'élève à 92 matchs en deuxième division (6 buts), et 359 matchs en troisième division (19 buts).

## Palmarès
Avec le FC Barcelone :
- Vainqueur de la Copa Catalunya en 1993